# Instant Family
Instant Family è un film del 2018 diretto da Sean Anders.
La pellicola, ispirata alla reale vicenda personale del regista, ha per protagonisti Mark Wahlberg e Rose Byrne. Si tratta della terza collaborazione tra Sean Anders e Mark Wahlberg, in questo caso entrambi anche produttori, dopo Daddy's Home e Daddy's Home 2.
Instant Family è stato distribuito negli Stati Uniti il 16 novembre 2018, incassando oltre 118 milioni di dollari e venendo definito dai critici "una commedia sincera e commovente".

## Trama
Peter ed Elinore Wagner sono una felice coppia quarantenne che si occupa della ristrutturazione di case. Non avendo avuto figli naturalmente, i due prendono in considerazione l'idea dell'adozione.
Si iscrivono così ad un corso che abilita all'affidamento dei minori che rappresenta un primo possibile passo verso l'adozione. 
Al termine della formazione partecipano ad un incontro in cui i possibili genitori affidatari incontrano minori in cerca di famiglia. Come tanti altri, anche Pete ed Ellie si orientano inizialmente verso i bambini più piccoli, ma poi un contatto casuale con la quindicenne Elizabeth, li convince verso quella che sembrava la scelta più difficile. Ma le cose sono ancora più complicate perché la ragazzina ha due fratelli, l'undicenne Juan e la seienne Lita, e sarebbe meglio non separarli.
La tenerezza dei due piccoli avrebbe convinto i due a fare il grande passo, ma poi la cosa, estremamente impegnativa, viene riesaminata fin quando alla cena del Ringraziamento, Ellie, ricevuta la totale sfiducia dei suoi familiari, reagisce lanciando una sfida che Pete coglie subito, decidendo di dar corso all'affidamento dei tre fratellini.
Come previsto, la vita è sconvolta, ma i progressi, soprattutto con i due più piccoli, ripagano ben presto dell'enorme sforzo. Lizzie mantiene un atteggiamento diffidente e spesso sgarbato nei confronti dei genitori affidatari, sebbene non nasconda riconoscenza verso di loro. Ma alla notizia del rilascio della madre Carla, detenuta per droga, la quindicenne fa di tutto per ricostituire la famiglia originaria. 
Per i Wagner è un duro colpo, specialmente quando il tribunale riconosce alla madre naturale il diritto di riprendere con sé i propri figli. Il dolore di doversi separare dopo cinque intensi mesi accomuna anche i due piccoli, ma poi, al momento del ricongiungimento la madre dei fratellini si eclissa verosimilmente perché nuovamente drogata. Amareggiata e devastata dalla notizia, Lizzie corre via in lacrime, ma poi riconosce in Pete ed Ellie una coppia che l'ha fortemente voluta e che è pronta a riabbracciarla e, quindi, torna a casa. 
Quattro mesi dopo, per la gioia di tutti, il tribunale decreta l'adozione dei tre fratelli da parte dei Wagner.

## Produzione
Rose Byrne è entrata a far parte del cast del film il 17 novembre 2017. Isabela Moner recita accanto a Mark Wahlberg per la seconda volta, dopo aver lavorato insieme a Transformers - L'ultimo cavaliere nel 2017. Octavia Spencer, Tig Notaro, Iliza Shlesinger, Gustavo Quiroz, Julianna Gamiz e Tom Segura sono stati aggiunti al cast nel febbraio 2018. Le riprese iniziarono il mese successivo e durarono fino al 14 maggio.

## Distribuzione
Inizialmente Instant Family sarebbe dovuto uscire nelle sale cinematografiche il 15 febbraio 2019, ma in seguito è stato anticipato al 16 novembre 2018. Il 10 novembre 2018 venne annunciato che la première dell'11 novembre a Los Angeles sarebbe stata cancellata a causa del Woolsey Fire, ma che una proiezione avrebbe avuto luogo in un centro di evacuazione per le vittime degli incendi. Nelle sale italiane, il film viene distribuito a partire dal 21 marzo 2019.
Il primo trailer in lingua originale è stato distribuito il 5 settembre 2018, mentre quello in italiano il 9 ottobre seguente. Instant Family è disponibile dal 19 febbraio 2019 in formato digitale e dal 5 marzo 2019 in formato DVD/Blu-Ray.

## Accoglienza

### Incassi
Instant Family ha incassato 67,4 milioni di dollari negli Stati Uniti ed in Canada e 51,4 milioni di dollari nel resto del mondo, per un totale mondiale di 118,8 milioni di dollari, a fronte di un budget di produzione di 48 milioni di dollari.
Negli Stati Uniti ed in Canada, Instant Family è uscito contemporaneamente a Animali fantastici - I crimini di Grindelwald e Widows - Eredità criminale, ed ha incassato 15-20 milioni di dollari in 3.258 sale nel weekend di apertura. Ha incassato 4,8 milioni di dollari il suo primo giorno, inclusi 550.000 dollari dalle anteprime del giovedì sera. Ha quindi debuttato a 14,7 milioni di dollari, finendo al quarto posto al botteghino. Deadline Hollywood ha detto che l'apertura rispetto al budget di 48 milioni di dollari "non è spettacolare, ma c'è la speranza che [il] film possa uscire... dal Ringraziamento". Nel suo secondo fine settimana il film è sceso del 14% a 12,5 milioni (compresi 17,4 milioni nel frame di Thanksgiving di cinque giorni), chiudendo al sesto posto.

### Critica
Su Rotten Tomatoes, il film ha conseguito un indice di gradimento del 81% sulla base di 132 recensioni e una valutazione media di 6,54/10. Il consenso critico del sito web dice, "Instant Family potrebbe non cogliere appieno la complessità dell'adozione della vita reale, ma in modo appropriato per il legame incondizionato che onora, questo dramma imperfetto ma ben intenzionato vale l'investimento." Su Metacritic, il film ha un punteggio medio ponderato di 57 su 100, basato su 28 critici, che indica "recensioni miste o medie".

## Riconoscimenti
- 2019 - Young Entertainer Awards
  - Candidatura per il Miglior giovane attore protagonista a Gustavo Quiroz